# Estados Unidos en los Juegos Paralímpicos de Atenas 2004
Estados Unidos estuvo representado en los Juegos Paralímpicos de Atenas 2004 por un total de 237 deportistas, 149 hombres y 88 mujeres.

## Medallistas
El equipo paralímpico estadounidense obtuvo las siguientes medallas:
| Nombre | Deporte                       | Evento                                       |
| --- | ----------------------------- | -------------------------------------------- |
| Oro |                               |                                              |
| Cheri Blauwet | Atletismo                     | 800 m T53 femenino                           |
| Marlon Shirley | Atletismo                     | 100 m T44 masculino                          |
| Marlon Shirley | Atletismo                     | 400 m T44 masculino                          |
| Royal Mitchell | Atletismo                     | 100 m T13 masculino                          |
| Danny Andrews | Atletismo                     | 400 m T44 masculino                          |
| Danny Andrews Brian Frasure Raphew Reed Casey Tibbs | Atletismo                     | 4 × 100 m T42-46 masculino                   |
| Ryan Fann Danny Andrews Brian Frasure Raphew Reed | Atletismo                     | 4 × 400 m T42-46 masculino                   |
| Patricia Cisneros Janna Crawford Carlee Hoffman Emily Hoskins Jennifer Howitt Susan Katz Teresa Lannon Christina Ripp Jana Stump Renee Tyree Jennifer Warkins Stephanie Wheeler | Baloncesto en silla de ruedas | Torneo femenino                              |
| Karissa Whitsell | Ciclismo en pista             | Persecución individual tándem B1-3 femenino  |
| Karissa Whitsell | Ciclismo en ruta              | Ruta/Contrarreloj tándem B1-3 femenino       |
| Erin Popovich | Natación                      | 100 m braza SB7 femenino                     |
| Erin Popovich | Natación                      | 50 m libre S7 femenino                       |
| Erin Popovich | Natación                      | 100 m libre S7 femenino                      |
| Erin Popovich | Natación                      | 50 m mariposa S7 femenino                    |
| Erin Popovich | Natación                      | 200 m estilos SM7 femenino                   |
| Jessica Long | Natación                      | 100 m libre S8 femenino                      |
| Jessica Long | Natación                      | 400 m libre S8 femenino                      |
| Mikhaila Rutherford | Natación                      | 100 m espalda S10 femenino                   |
| Mikhaila Rutherford | Natación                      | 200 m estilos S10 femenino                   |
| Erin Popovich Jessica Long Kelly Crowley Ashley Owens | Natación                      | 4 × 100 m libre (34 ptos.) femenino          |
| Erin Popovich Kelly Crowley Mikhaila Rutherford Beth Riggle | Natación                      | 4 × 100 m estilos (34 ptos.) femenino        |
| Travis Mohr | Natación                      | 100 m espalda S8 masculino                   |
| Jarrett Perry | Natación                      | 100 m espalda S9 masculino                   |
| Justin Zook | Natación                      | 100 m espalda S10 masculino                  |
| Michael Prout | Natación                      | 400 m libre S9 masculino                     |
| Rudy Garcia | Natación                      | 200 m estilos SM7 masculino                  |
| Nick Taylor David Wagner | Tenis en silla de ruedas      | Quad dobles mixto                            |
| Plata |                               |                                              |
| Tatyana McFadden | Atletismo                     | 100 m T54 femenino                           |
| Brian Frasure | Atletismo                     | 100 m T44 masculino                          |
| Marlon Shirley | Atletismo                     | 200 m T44 masculino                          |
| Adam Bleakney | Atletismo                     | 800 m T53 masculino                          |
| Edwin Cockrell | Atletismo                     | Peso F44/46 masculino                        |
| Jeffrey Skiba | Atletismo                     | Salto de altura F44/46 masculino             |
| Lex Gillette | Atletismo                     | Salto de longitud F11 masculino              |
| Casey Tibbs | Atletismo                     | Pentatlón P44 masculino                      |
| Karissa Whitsell | Ciclismo en pista             | Persecución individual tándem B1-3 femenino  |
| Paul Martin Daniel Nicholson Ron Williams | Ciclismo en pista             | Velocidad por equipos LC1-4/CP 3/4 masculino |
| Stuart Flacks | Ciclismo en ruta              | Ruta triciclo CP 1/2 masculino               |
| Alejandro Albor | Ciclismo en ruta              | Ruta triciclo manual HC B/C masculino        |
| Lisa Banta Jen Armbruster Nicole Buck Asya Miller Robin Theryoung Jessica Lorenz                                                                                                | Golbol                        | Torneo femenino                              |
| Lynn Seidemann | Hípica                        | Doma individual estilo libre grado I mixto   |
| Travis Mohr | Natación                      | 100 m braza SB6 masculino                    |
| Curtis Lovejoy | Natación                      | 100 m libre S2 masculino                     |
| Mikhaila Rutherford | Natación                      | 100 m braza SB8 femenino                     |
| Melanie Benn | Natación                      | 50 m libre S4 femenino                       |
| David Wagner | Tenis en silla de ruedas      | Quad individual mixto                        |
| Dan Jordan | Tiro                          | Rifle libre 3 × 40 m SH1 masculino           |
| Thomas Brown | Vela                          | 2.4mR individual mixto                       |
| Lorena Pierce | Yudo                          | –70 kg femenino                              |
| Bronce |                               |                                              |
| Cheri Blauwet | Atletismo                     | 5000 m T54 femenino                          |
| Cheri Blauwet | Atletismo                     | Maratón T54 femenino                         |
| Jill Kennedy | Atletismo                     | Disco F40 femenino                           |
| Jill Kennedy | Atletismo                     | Jabalina F40 femenino                        |
| Tatyana McFadden | Atletismo                     | 200 m T54 femenino                           |
| April Holmes | Atletismo                     | Salto de longitud F44/46 femenino            |
| Joshua George | Atletismo                     | 100 m T53 masculino                          |
| Joshua George | Atletismo                     | 400 m T53 masculino                          |
| Brian Frasure | Atletismo                     | 200 m T44 masculino                          |
| Ryan Fann | Atletismo                     | 400 m T44 masculino                          |
| Marlon Shirley | Atletismo                     | Salto de longitud F44 masculino              |
| Karissa Whitsell | Ciclismo en pista             | Velocidad tándem B1-3 femenino               |
| Paul Martin | Ciclismo en pista             | Persecución individual LC2 masculino         |
| Ron Williams | Ciclismo en ruta              | Ruta/Contrarreloj LC2 masculino              |
| John Rodgers | Esgrima en silla de ruedas    | Espada individual B masculino                |
| Christopher Dodds Tyler Merren Donte Mickens Daniel Gallant John Mulhern Edward Munro                                                                                           | Golbol                        | Torneo masculino                             |
| Deborah Gruen | Natación                      | 100 m braza SB6 femenino                     |
| Beth Riggle | Natación                      | 100 m braza SB8 femenino                     |
| Carly Haynie | Natación                      | 100 m braza SB9 femenino                     |
| Trischa Zorn | Natación                      | 100 m espalda S12 femenino                   |
| Jennifer Butcher | Natación                      | 100 m espalda S13 femenino                   |
| Melanie Benn | Natación                      | 100 m libre S4 femenino                      |
| Cheryl Angelelli | Natación                      | 200 m libre S4 femenino                      |
| Ashley Owens | Natación                      | 400 m libre S10 femenino                     |
| Cheryl Angelelli Melanie Benn Stephanie Brooks Casey Johnson | Natación                      | 4 × 50 m libre (20 ptos.) femenino           |
| Lantz Lamback | Natación                      | 50 m libre S7 masculino                      |
| Lantz Lamback | Natación                      | 100 m libre S7 masculino                     |
| Michael Demarco | Natación                      | 50 m braza SB2 masculino                     |
| Curtis Lovejoy | Natación                      | 50 m libre S2 masculino                      |
| Justin Zook | Natación                      | 50 m libre S10 masculino                     |
| Michael Prout | Natación                      | 100 m libre S9 masculino                     |
| Clifton Chunn Andy Cohn Sam Gloor Will Groulx Scott Hogsett Bryan Kirkland Bob Lujano Norm Lyduch Lynn Nelson Brent Poppen Wayne Romero Mark Zupan                              | Rugby en silla de ruedas      | Torneo mixto                                 |
| Tahl Leibovitz | Tenis de mesa                 | Individual 9 masculino                       |
| Jeffrey Fabry | Tiro con arco                 | Individual W1 masculino                      |
| Aaron Cross Jeffrey Fabry Kevin Stone | Tiro con arco                 | Equipo clase abierta masculino               |
| Jean Paul Creignou Bradley Johnson John Ross Duggan | Vela                          | Sonar de tres personas mixto                 |
| Allison Ahlfeldt Allison Aldrich Bonnie Brawner Lori Daniels Kendra Lancaster Hope Lewellen Brenda Maymon Gina McWilliams Erica Moyers Penny Ricker Deborah Vosler Lora Webster | Voleibol sentado              | Torneo femenino                              |
| Stephan Moore | Yudo                          | –73 kg masculino                             |
| Kevin Szott | Yudo                          | –100 kg masculino                            |